# Mesochorus plumosus
Mesochorus plumosus là một loài tò vò trong họ Ichneumonidae.